# 4685-ös busz
A 4685-ös jelzésű autóbusz helyközi autóbuszjárat volt Jászberény és Jászfényszaru között.
Útvonalának hossza 21-25,4 km, menetideje 27-40 perc volt. Egyes járatok végállomása Jászberényben az Electrolux volt. Öt járat Jászfényszaru autóbusz-váróterem és Jászfényszaru vasútállomás között közlekedett. Útvonalának hossza 4,6 km, menetideje 9 perc volt. 
Egy járat iskolai előadási napokon Jászberény autóbusz-állomás és Pusztamonostor, művelődési ház között szállította az utasokat. Útvonalának hossza 12,9 km, menetideje 19 perc volt.
A 2024. augusztus 17-ei menetrend módosításokkal a Volánbusz megszüntette az autóbuszvonalat.

## Megállóhelyei
| 4685 (Jászberény – Jászfényszaru) | 4685 (Jászberény – Jászfényszaru) | 4685 (Jászberény – Jászfényszaru) | 4685 (Jászberény – Jászfényszaru)            | 4685 (Jászberény – Jászfényszaru) | 4685 (Jászberény – Jászfényszaru) | 4685 (Jászberény – Jászfényszaru) | 4685 (Jászberény – Jászfényszaru) |
| Sorszám (↓)                       | Sorszám (↓)                       | Sorszám (↓)                       | Megállóhely                                  | Sorszám (↑)                       | Sorszám (↓)                       | Sorszám (↑)                       | Átszállási kapcsolatok a járat megszűnésekor |
| --------------------------------- | --------------------------------- | --------------------------------- | -------------------------------------------- | --------------------------------- | --------------------------------- | --------------------------------- | --- |
| 0                                 | 0                                 |                                   | Jászberény, Electrolux végállomás            | 18                                | 15                                |                                   | 1 499, 503, 523 4601, 4650, 4654, 4655, 4660, 4681 |
| 1                                 | 1                                 |                                   | Electrolux elágazás                          | 17                                | 14                                |                                   | 1 498, 499, 503, 523 1070, 1075 4601, 4650, 4653, 4654, 4655, 4660, 4681 |
| 2                                 | 2                                 |                                   | Jászberény, Ipartelepi út                    | 16                                | 13                                |                                   | 1 499, 503, 523 4601, 4650, 4653, 4654, 4655, 4660, 4681 |
| 3                                 | 3                                 |                                   | Jászberény, TESCO áruház                     | 15                                | 12                                |                                   | 1 499, 503, 523 4601, 4650, 4653, 4654, 4655, 4660, 4681 |
| 4                                 | 4                                 |                                   | Jászberény, autóbusz-állomás végállomás      | 14                                | 11                                |                                   | 1, 2A 498, 499, 503, 523 1070, 1075, 1076, 1077, 1078, 1348, 1362, 1376, 1443, 1466, 1467, 1469, 1515 3443, 3667, 3669, 3671, 4601, 4602, 4650, 4651, 4653, 4654, 4655, 4659, 4660, 4662, 4663, 4681, 4686 |
| 5                                 | ∫                                 |                                   | Jászberény, Nádor utca                       | 13                                | ∫                                 |                                   | 1 1467 4651, 4681, 4686 |
| 6                                 | ∫                                 |                                   | Jászberény, Túzok utca                       | 12                                | ∫                                 |                                   | 1 1077, 1078, 1348, 1467, 1469 3667, 3671, 4602, 4650, 4651, 4681, 4686 |
| 7                                 | ∫                                 |                                   | Jászberény, Gyöngyösi út                     | 11                                | ∫                                 |                                   | 1 1467, 1469 3667, 3671, 4602, 4650, 4651, 4681, 4686 |
| 8                                 | ∫                                 |                                   | Radiátorgyár                                 | 10                                | 10                                |                                   | 1077, 1078, 1467 4651, 4681, 4686 |
| 9                                 | 5                                 |                                   | Sorompó                                      | 9                                 | 9                                 |                                   | 1 1076, 1077, 1467 4651, 4681, 4686 |
| 10                                | 6                                 |                                   | Pusztamonostor, Kun utca                     | 8                                 | 8                                 |                                   | 1467 4651, 4681, 4686 |
| 11                                | 7                                 |                                   | Pusztamonostor, községháza                   | 7                                 | 7                                 |                                   | 1076, 1077, 1078, 1467 4651, 4681, 4686 |
| 12                                | 8                                 |                                   | Pusztamonostor, művelődési ház végállomás    | 6                                 | 6                                 |                                   | 1467 4681, 4686 |
| 13                                | 9                                 |                                   | Jászfényszarui elágazás                      | 5                                 | 5                                 |                                   | 1467 4681, 4686 |
| ∫                                 | ∫                                 | 0                                 | Jászfényszaru, vasútállomás végállomás       | ∫                                 | ∫                                 | 5                                 | 4686 S820 |
| 14                                | 10                                | 1                                 | Jászfényszaru, Samsung                       | 4                                 | 4                                 | 4                                 | 1076, 1077, 1078, 1467 4681, 4686 |
| 15                                | 11                                | 2                                 | Jászfényszaru, Wesselényi utca               | 3                                 | 3                                 | 3                                 | 1467 441, 442, 444, 4681, 4686 |
| 16                                | 12                                | 3                                 | Jászfényszaru, külső iskola                  | 2                                 | 2                                 | 2                                 | 1076, 1077, 1078, 1467 414, 441, 442, 444, 4681, 4686 |
| 17                                | 13                                | 4                                 | Jászfényszaru, 101. számú ABC                | 1                                 | 1                                 | 1                                 | 1076, 1077, 1467 414, 441, 442, 444, 4681, 4686 |
| 18                                | 14                                | 5                                 | Jászfényszaru, autóbusz-váróterem végállomás | 0                                 | 0                                 | 0                                 | 1076, 1077, 1078, 1467 414, 441, 442, 444, 4681, 4686 |